# Юсдаль
Юсдаль (шведск. Ljusdal -"светлая долина") — город в Швеции в лене Евлеборг. Расположен на берегу реки Юснан, вдоль которой проходит главная железная дорога северной Швеции. Муниципалитет Юсдаля называет свой город «ближним шведским Норрландом», так как исторически шведский север относится к Норрланду.
В пределах муниципалитета находится несколько мест для отдыха на природе. Вдоль реки Юснан проходит около 40 км водной трассы для рафтинга, рыбалки или водных прогулок на лодках и яхтах. Национальный парк «Хамра» также частично расположен в западной части муниципалитета.
В XVII—XVIII веках данная местность носила название «Орса Финмарк», вследствие того, что наблюдалась большая тенденция переселения в Швецию из Финляндии. До сих пор много географических названий, заимствованных из финского языка, можно встретить на территории муниципалитета города Юсдаля.
Население города Юсдаля значительно выросло в конце XIX века, как только была построена главная железная дорога.
В современной Швеции Юсдаль — один из тех шведских провинциальных городков, жители которого живут только увлечением игры в бенди. До 2008 года на местном стадионе ежегодно проводился турнир за Кубок мира по хоккею с мячом.

## Виды города

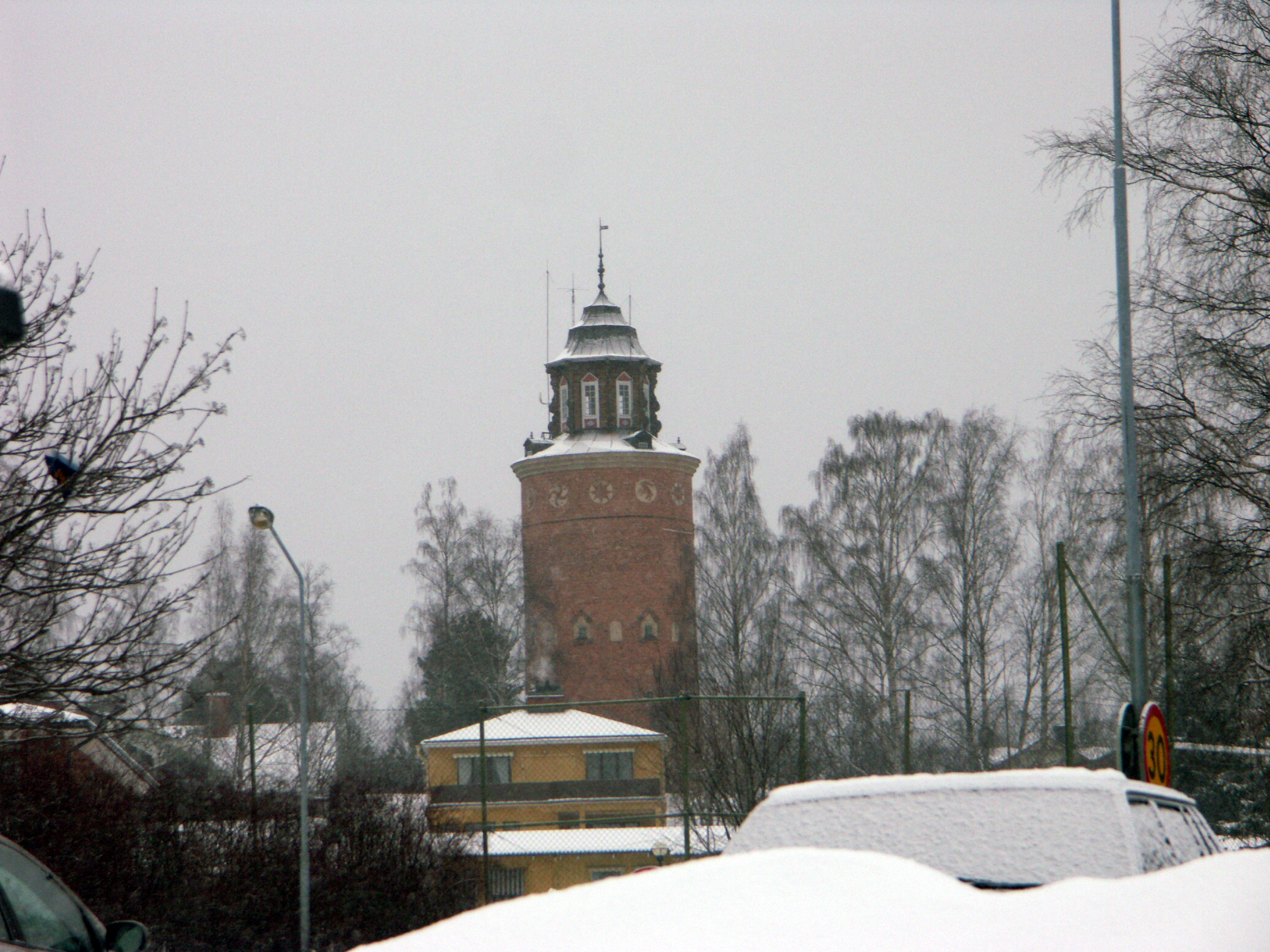
Старая водонапорная башня
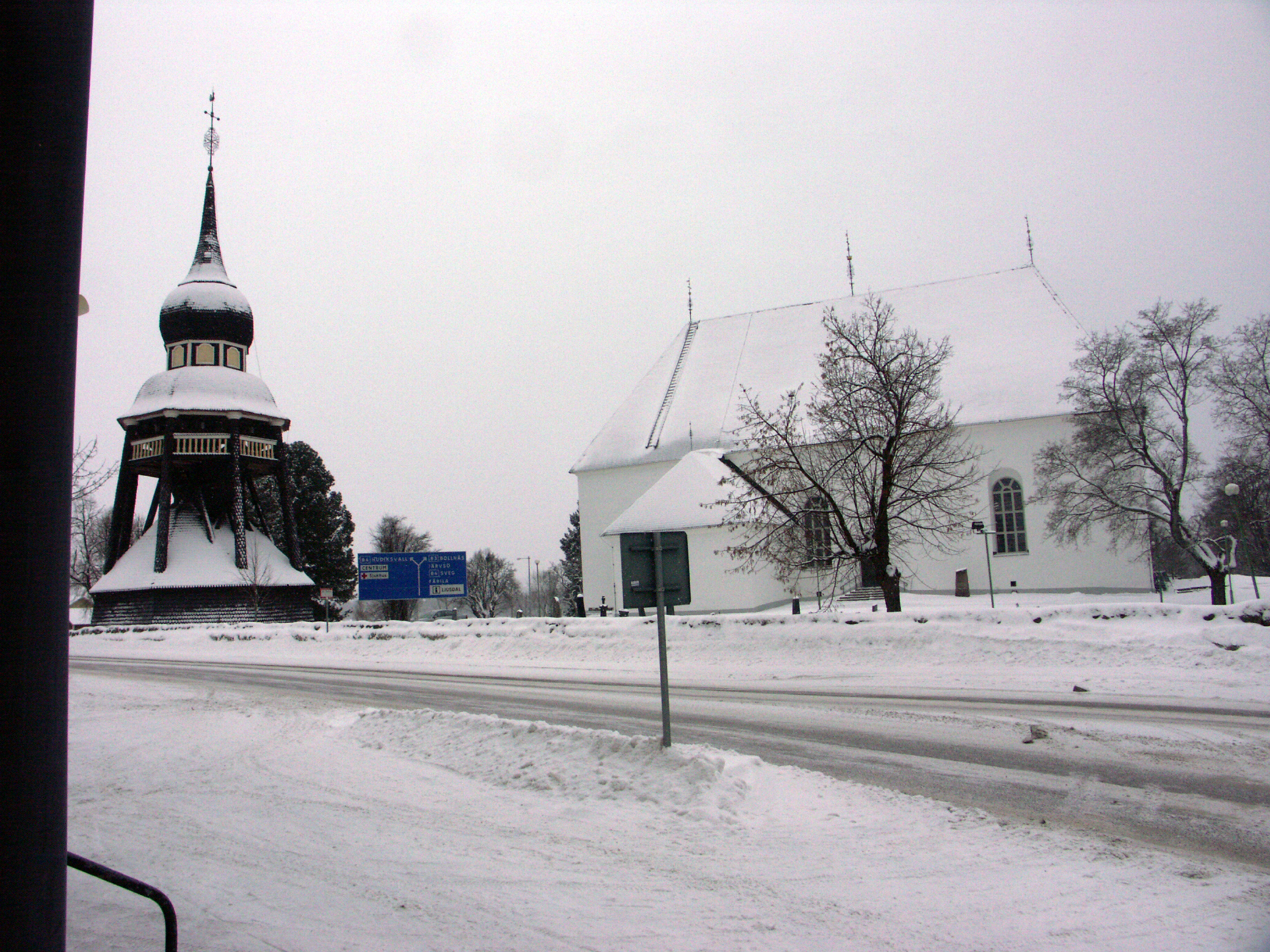
Церковь Юсдаля
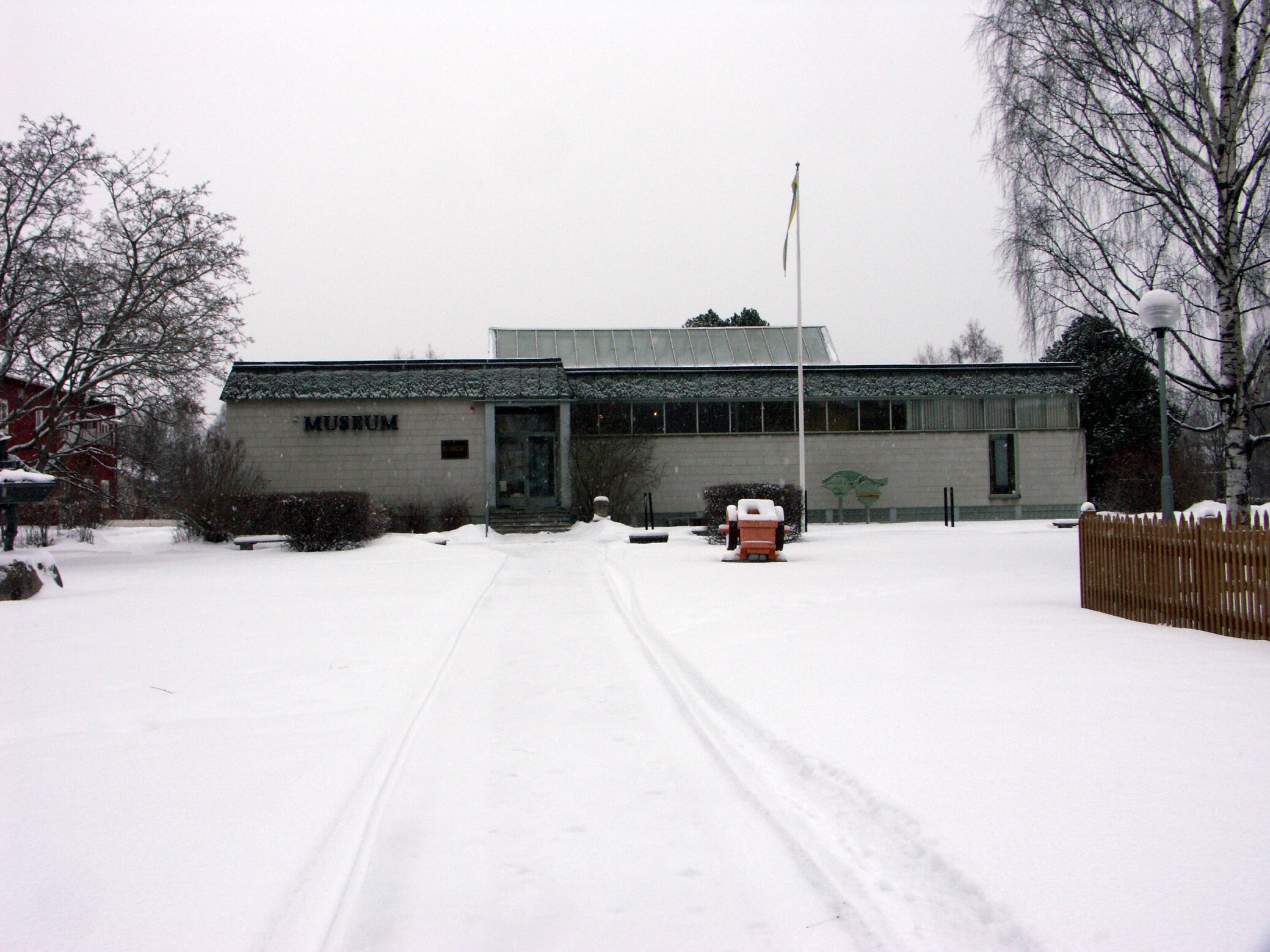
Музей Юсдаля
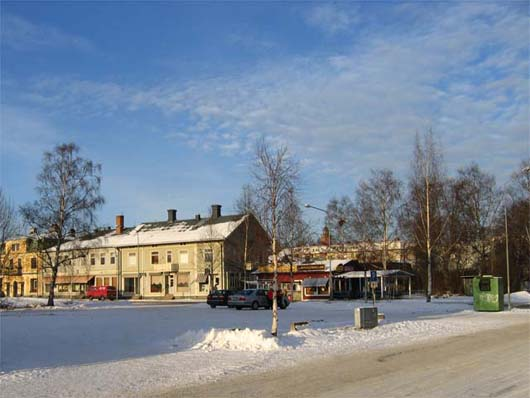
Старый город